# HD28546
HD28546 — хімічно пекулярна зоря спектрального класу A5, що має видиму зоряну величину в смузі V приблизно  5,5.
Вона  розташована на відстані близько 144,6 світлових років від Сонця.

## Фізичні характеристики
Зоря HD28546 обертається 
порівняно повільно 
навколо своєї осі. Проєкція її екваторіальної швидкості на промінь зору становить  Vsin(i)= 40км/сек.